# Ammothella menziesi
Ammothella menziesi là một loài nhện biển trong họ Ammotheidae. Loài này thuộc chi Ammothella. Ammothella menziesi được miêu tả khoa học năm 1951 bởi Hedgpeth.